# Шмагун, Иван Петрович
Иван Петрович Шмагун (28 октября 1914, Липляны — 7 января 1987, Ялта) — советский скульптор-монументалист.

## Биография
Родился 28 октября 1914 года в селе Липляны Житомирского уезда Волынской губернии в крестьянской семье.
В 1932 году уехал в Ленинград. Поступил в ФЗО на заводе «Пролетарский», где обучался специальности котельщика-ремонтника. Ходил в вечерние классы школы рабочей молодежи. Изредка посещал изокружок при заводском Доме культуры.
В 1936 году был призван в Красную Армию. Служил в городе Пушкин — был художником-оформителем при клубе. После окончания службы работал в Сталинграде на заводе «Баррикады». В течение трех лет занимался в изостудии.
В начале войны был призван на фронт, служил связистом 661 отдельного батальона связи 6-й армии. В перерывах между боями делал зарисовки.
После окончания войны находился в Ростоке. В 1945 году был отправлен в Краснодар. Обучался в художественном училище и работал в товариществе «Красхудожник». В 1966 году был удостоен звания заслуженный художник РСФСР за скульптуру «Аврора».
В марте 1970 года переехал в Ялту.
Умер в Ялте 7 января 1987 года.

## Работы И. П. Шмагуна

### В Краснодаре
- Памятник В. В. Куйбышеву на ул. Тихорецкой (1950)
- Памятник-бюст В. С. Пустовойту на территории ВНИИМК (1964)
- Памятник воинам, принимавшим участие в освобождении города от немецко-фашистских захватчиков на площади Победы (1965)
- Памятник-бюст В. И. Ленину на ул. Майкопской, 70. Выполнен из мраморной крошки. В соавторстве с Е. Г. Лашуком (1965)[3].
- Памятник В. И. Ленину на ул. Сормовской, 7 (1966)[3]
- Бюст В. И. Ленина на ул. Коммунаров (1966)
- Бюст В. И. Ленина на территории локомотивного депо. (1966)
- Памятник В. И. Ленину на территории КубГАУ (1967)
- Памятник К. Марксу на территории КубГАУ (1967)
- Бюст В. И. Ленина на ул. Уральской (1967)
- Обелиск воинам-освободителям города Краснодара на ул. Ставропольской (1967)
- Скульптура «Аврора» на ул. Красной (1967)
- Мемориальный комплекс «Кубанцам, погибшим в борьбе за Родину» на площади Павших Героев (1967)
- Бюст В. И. Ленина на территории КубГАУ (1970)
- Памятник академику В. С. Пустовойту на его могиле. (1974)
- Памятник 13 тысячам краснодарцев — жертвам фашистского террора в Чистяковской роще (1975)
- Памятник-бюст Т. Г. Шевченко на ул. Ставропольской (1980)

### В других городах
- Памятник Адмиралу Лазареву в пос. Лазаревском. (1954)]]
- Памятник «Горький на Волге» в Нижнем Новгороде на набережной Фёдоровского. (1957)[4]
- Памятник «Гаврош» в пос. Бейсуг (Выселковский район) (1957)
- Памятник воинам-землякам, погибшим в годы Революции, Гражданской и Великой Отечественной войны в городе Тихорецке. В соавторстве с Е. Г. Лашуком (1959)[3]
- Памятник защитникам города от немецко-фашистских захватчиков в Новороссийске. В соавторстве с И. В. Тимошиным, К. М. Михайловым, Е. Г. Лашуком. (1961)[3]
- Памятник «Непокоренным» в Новороссийске. В соавторстве с К. М. Михайловым, Е. Г. Лашуком (1963)
- Памятник С. М. Кирову в колхозе им. Кирова Белореченского района (1966)
- Памятник воинам-землякам, погибшим в годы Великой Отечественной войны 1941—1945 гг. в станице Балковской Ирклиевского сельсовета, правление колхоза «Искра». В соавторстве с Е. Г. Лашуком (1967)[3]
- Памятник павшим героям Великой Отечественной войны в станице Родниковской. В соавторстве с Е. Г. Лашуком (1967)
- Памятник В. И. Ленину в Приморско-Ахтарске. В соавторстве с Е. Г. Лашуком (1967)
- Бюст В. И. Чапаева в станице Васюринской. В соавторстве с В. Т. Головеровым (1968)[3]
- Памятник Кочубею Ивану Антоновичу, герою Гражданской войны в пос. Бейсуг. В соавторстве с Е. Г. Лашуком (1969)[3]
- Ансамбль в память погибших воинов Великой Отечественной войны в колхозе «Приморский» Щербиновского района. В соавторстве с А. А. Звягиным, А. Д. Гуриным (1969).
- Бюст В. И. Ленину в рыбколхозе «Вторая пятилетка» Славянского района (1969)
- Голова В. И. Ленина. Станица Ладожская, колхоз «Родина» (1969)
- Голова К. Маркса. Станица Ладожская, колхоз «Родина» (1969)
- Памятник В. И. Ленину в селе Шаумян Туапсинского района. В соавторстве с А. Д. Гуриным (1969)
- Бюст Ш.-Г. У. Хакурате в ауле Афипсип Тахтамукайского района Республики Адыгея. В соавторстве с Е. Г. Лашуком. (1969)
- Бюст Ю. Гагарина в станице Бесскорбной Новокубанского района Краснодарского края (1969)
- Барельеф «Тройка-птица» в Ялте на здании кафетерия Дома торговли (1971)
- Барельеф «Лесная песня» в пансионате «Мисхор» в Ялте. В соавторстве с А. А. Звягиным (1972)
- Оформление гостиницы «Ореанда» в Крыму. (1972)
- Оформление винного бара «Массандра» в Ялте (1973)
- Памятник В. И. Ленину в Абинске. В соавторстве с В. С. Гуриным (1973)[5]
- Памятный знак в честь комсомола Ялты, Комсомольский сквер, (В соавторстве с архитектором С. Н. Сиротой)  Объект культурного наследия народов РФ регионального значения. Рег. № 911710906420005 (ЕГРОКН) (1979)
- Памятник М. Горькому в Алупке в Мисхорском парке. В соавторстве с В. Сергеевым. (1984)[6]
- Памятник М. Горькому в Чебоксарах на ул. Проспект Максима Горького. В соавторстве с М. Т. Сусловым. (1984)[7]

### «Поляна сказок» в окрестностях Ялты
- Скульптура «Царевна-лебедь» (1972)
- Скульптура «Святогор» (1973)
- Скульптура «Боян» (1976)
- Скульптура «Князь Гвидон» (19??)

## Галерея

Памятник В.В. Куйбышеву на ул. Тихорецкой
Бюст В.С. Пустовойта на территории ВНИИМК
Памятник воинам, принимавшим участие в освобождении города от немецко-фашистских захватчиков
Бюст В. И. Ленина в Краснодаре на ул. Майкопской, 70
Бюст В. И. Ленина на ул. Коммунаров
Памятника В. И. Ленину на территории КубГАУ
Памятник К. Марксу на территории КубГАУ
Бюст В. И. Ленина в Краснодаре (ул. Новороссийская 118)
Обелиск воинам-освободителям в Краснодаре
Скульптура "Аврора" возле кинотеатра "Аврора"
Мемориальный комплекс на площади Памяти Героев
Скульптура Родина-мать на площади Памяти Героев
Бюст В. И. Ленина в библиотеке КубГАУ
Памятник на могиле академика В. С. Пустовойта
Памятник 13 тысячам краснодарцев – жертвам фашистского террора
Бюст Т.Г. Шевченко в Краснодаре на ул. Ставропольской
Памятник Адмиралу Лазареву в пос. Лазаревском
Памятник «Непокоренным» в Новороссийске
Памятник В. И. Ленину в Приморско-Ахтарске
Бюст В. И. Чапаева в станице Васюринской
Памятник И. А. Кочубею в пос. Бейсуг
Памятник В. И. Ленину в Абинске
Памятник Ш.-Г. У. Хакурате в ауле Афипсип
Памятник Максиму Горькому на набережной Федоровского в Нижнем Новгороде